# Cyclostrema charmophron
Cyclostrema charmophron is een slakkensoort uit de familie van de Liotiidae. De wetenschappelijke naam van de soort is voor het eerst geldig gepubliceerd in 1906 door Melvill.